# Bengkulu (Provinz)

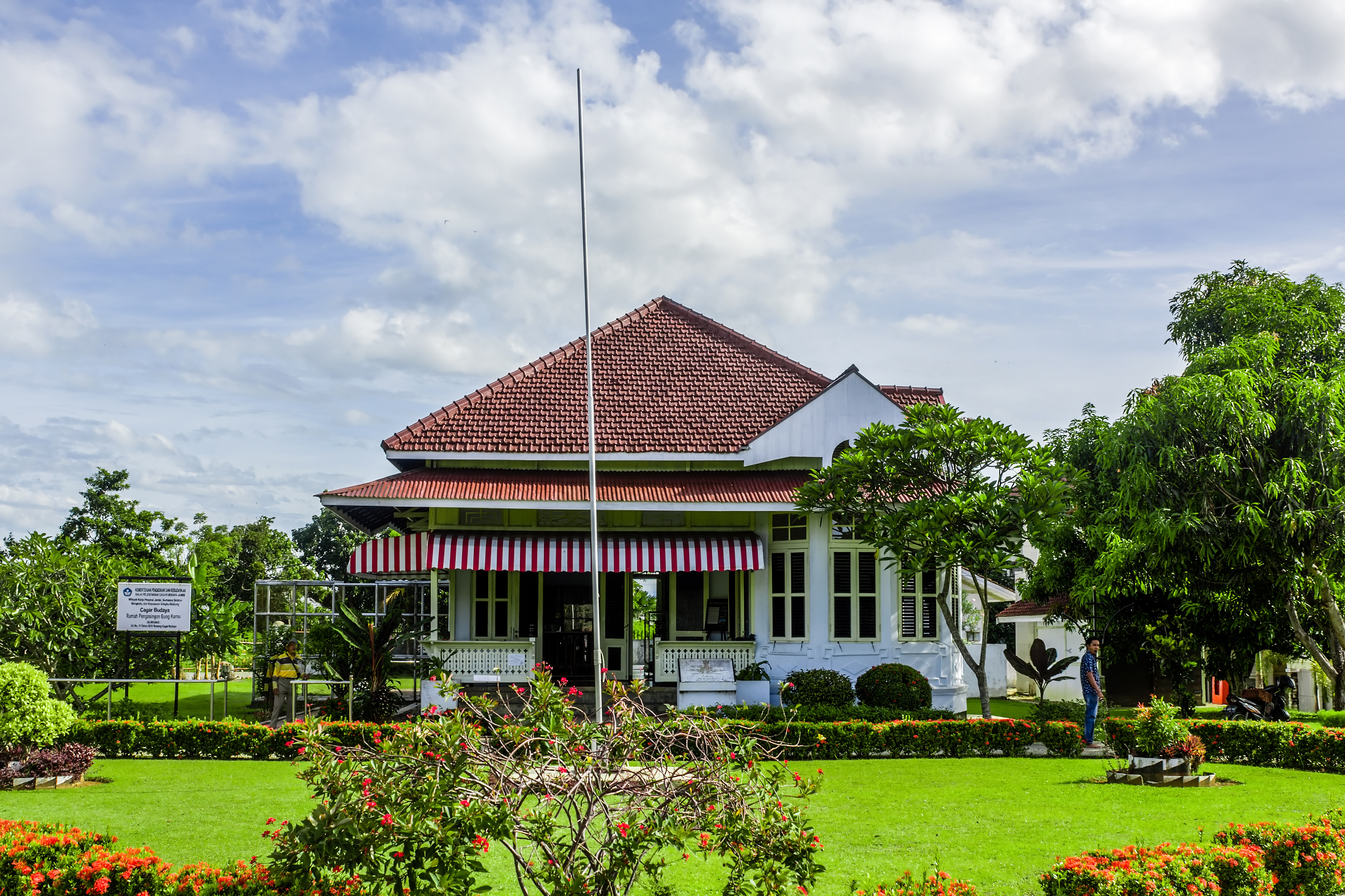
Sukarnos Exilhaus

Bengkulu (Bangka Ulu, Benkulen, niederländisch Benkoelen) ist eine Provinz an der Westküste der indonesischen Insel Sumatra. Die seit 1968 eigenständige  Provinz ist die drittkleinste Provinz (von 10) auf der Insel Sumatra. Mit 19.919,33 km² umfasst sie 4,14 % der Inselfläche. Mit einer Bevölkerungszahl von 2.098.089 (51,05 % Männer, 48,96 % Frauen) liegt sie auf dem vorletzten Platz (noch vor der Provinz Kepulauan Bangka Beltung) ― entsprechend 3,43 Prozent. Mit der Bevölkerungsdichte von 105 Einw. je km² liegt sie zwar im Mittelfeld der zehn Provinzen (Rang 5), hat aber eine geringere Dichte als der Inseldurchschnitt. Die gleichnamige Hauptstadt der Provinz, Bengkulu, hat reichlich 390.000 Einwohner (Stand Ende 2023).

## Geografie

### Lage
Die Provinz erstreckt sich an der Westküste des südlichen Zentrums der Insel Sumatra auf einer Länge von ca. 400 Kilometern. Westlich der Bukit-Barisan-Berge gelegen, werden Höhen bis 1.600 Meter (im Kecamatan Kepahiang) erreicht, der östliche Teil der langgestreckten Provinz besteht eher aus dem Tiefland.
Im Norden bildet die Provinz Sumatra Barat die Grenze (ca. 35 km Grenzlinie), im Nordosten schließt sich Jambi an (115 km), gefolgt von Sumatra Selatan (mit 480 km die längste Binnengrenze) im Südosten und schließlich im Süden die Provinz Lampung (35 km). Die Westgrenze bildet die Küstenlinie des Indischen Ozeans als natürliche Grenze. Die Küstenlinie am Meer beträgt 525 Kilometer. Von den zehn Verwaltungseinheiten haben sieben Zugang zum Meer, lediglich die drei Kecamatan Lebong, Rejang Lebong und Kepahiang haben dies nicht. Zur Provinz gehören noch neun Inseln (die letzte Ausgabe des „Dalam Angka 2024“ nennt nur noch 2), von denen acht im Kabupaten Bengkulu Utara liegen, die Insel Pulau Tikus gehört zur Hauptstadt Bengkulu (Kecamatan Ratu Agung).
Geografisch erstreckt sich die Provinz auf folgenden Koordinaten: zwischen 2° 16′ und 3° 31′ s. Br. sowie zwischen 101° 01′ und 103° 41′ ö. L.

### Klima und Wetter
Die Provinz liegt südlich des Äquator. Wie in ganz Indonesien herrscht hier tropisches Regenwaldklima (feuchttropisches Klima). Man unterscheidet eine trockene Jahreszeit (Juni bis September) und die Regenzeit (August bis November).  Im Jahr 2020 vermeldet die Wetterstation Stasiun Pengamatan Badan Meteorologi Klimatologi dan Geofisika (BMKG) Temperaturen zwischen 21,5 °C und 35,4 °C (durchschnittlich 29,0 °C). Die Luftfeuchtigkeit bewegte sich zwischen 46 und 100 Prozent, bei einem Durchschnitt von 77,0 %. Die Regenmenge betrug 4.272,5 mm, es regnete im Jahr 2020 an 236 Tagen. Die mittlere Sonnenscheindauer betrug 78,75 %.

## Verwaltungsgliederung

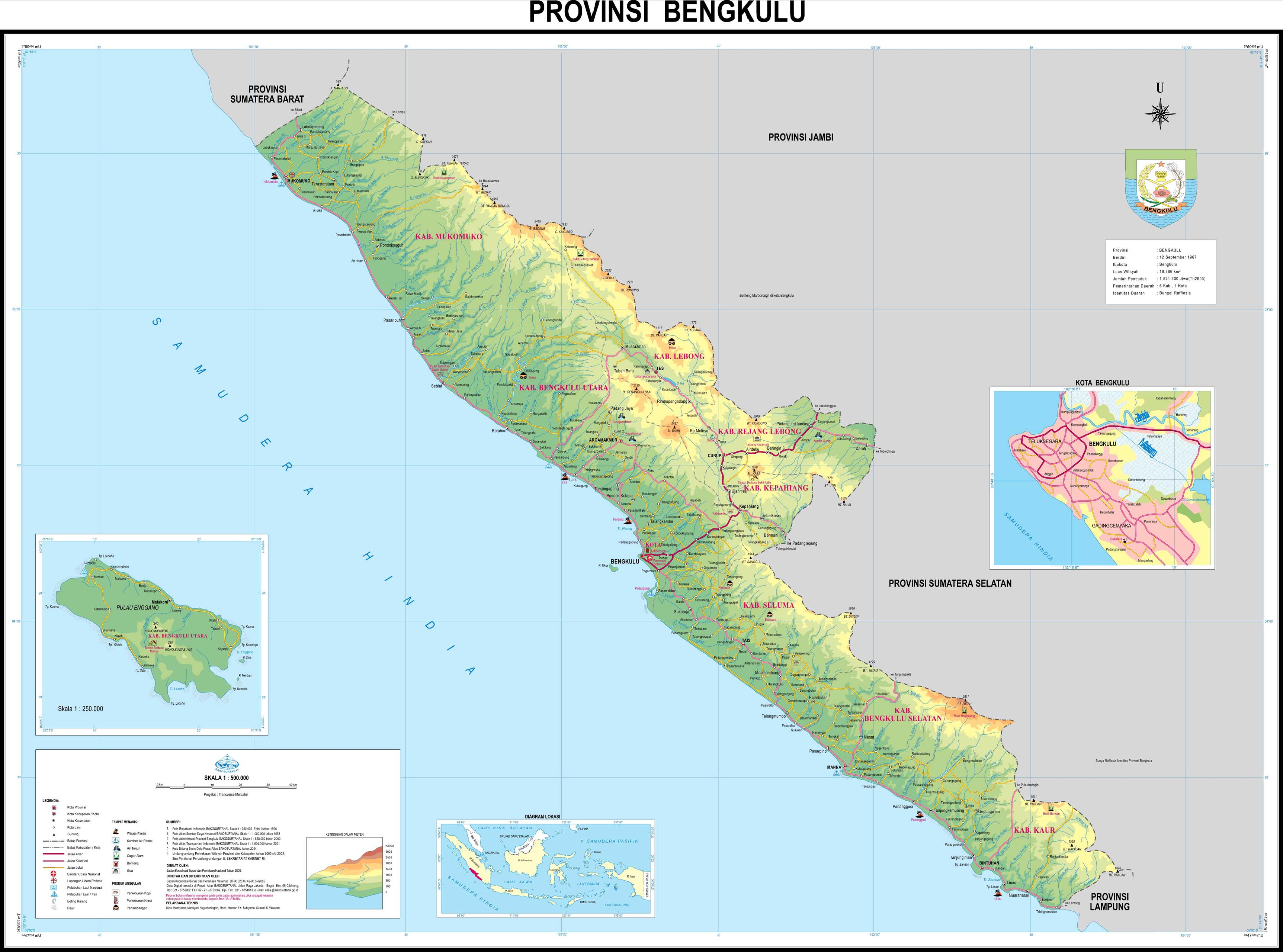
Großmaßstäbliche Karte der Provinz (1:500.000)

Die Provinz Bengkulu unterteilt sich seit 2008 in zehn untergeordnete Verwaltungseinheiten, eine Kota und neun Kabupaten. Diese unterteilen sich wieder in 129 Distrikte (indonesisch Kecamatan) mit 1.513 Dörfern; 172 städtische (indonesisch Kelurahan) und 1.341 ländliche (indonesisch Desa).
| Kode 1 | Wappen            | Kabupaten (Kab.)/Kota Regierungsbezirk/Stadt | Ibu Kota Regierungssitz | Lage | Kecamatan Subdistrikt | Kel. 2/ Desa 3 Dörfer | 0Fläche0 [km²] | Bevöl- kerung (2010) 4 | Bevöl- kerung (2020) 5 | Dichte Einw./km² (2020) |
| ------ | ----------------- | -------------------------------------------- | ----------------------- | ---- | --------------------- | --------------------- | -------------- | ---------------------- | ---------------------- | ----------------------- |
| 17.01  |                   | Kab. Bengkulu Selatan                        | Manna                   |      | 11                    | 16 / 142              | 1.186,10       | 142.940                | 166.249                | 140,16                  |
| 17.02  |                   | Kab. Rejang Lebong                           | Curup                   |      | 15                    | 34 / 122              | 1.639,98       | 246.787                | 276.645                | 168,69                  |
| 17.03  |                   | Kab. Bengkulu Utara                          | Arga Makmur             |      | 19                    | 5 / 215               | 4.324,60       | 257.675                | 296.523                | 68,57                   |
| 17.04  |                   | Kab. Kaur                                    | Bintuhan                |      | 15                    | 3 / 192               | 2.369,05       | 107.899                | 126.551                | 53,42                   |
| 17.05  |                   | Kab. Seluma                                  | Tais                    |      | 14                    | 20 / 182              | 2.400,44       | 173.507                | 207.877                | 86,60                   |
| 17.06  |                   | Kab. Mukomuko                                | Mukomuko                |      | 15                    | 3 / 148               | 4.036,70       | 155.753                | 190.498                | 47,19                   |
| 17.07  |                   | Kab. Lebong                                  | Tubei                   |      | 12                    | 11 / 93               | 1.921,82       | 99.215                 | 106.293                | 55,31                   |
| 17.08  |                   | Kab. Kepahiang                               | Kepahiang               |      | 8                     | 12 / 105              | 665,00         | 124.865                | 149.737                | 225,17                  |
| 17.09  |                   | Kab. Bengkulu Tengah                         | Karang Tinggi           |      | 11                    | 1 / 142               | 1.223,94       | 98.333                 | 116.706                | 95,35                   |
| 17.71  |                   | Kota Bengkulu                                | Bengkulu                |      | 9                     | 67 / -                | 151,70         | 308.544                | 373.591                | 2.462,70                |
| 17     | Provinsi Bengkulu | Provinsi Bengkulu                            | Bengkulu                |      | 129                   | 172 / 1341            | 19.919,33      | 1.715.518              | 2.010.670              | 100,94                  |

### Soziale Daten 2020
| Merkmal                                                            | Provinz Bengkulu | 0Indonesien0 |
| ------------------------------------------------------------------ | ---------------- | ------------ |
| Bevölkerung unterhalb der Armutsgrenze (Tsd.)0                     | 302,58           | 27.549,69    |
| Anteil der „armen Bevölkerung“ (indonesisch Penduduk miskin) (%)00 | 015,03           | 10,19        |
| Arbeitslosenrate (%)                                               | 004,07           | 07,07        |
| Lebenserwartung bei der Geburt (Jahre)                             | 069,35           | 71,47        |
| HDI-Index                                                          | 071,40           | 71,94        |
| Analphabetenrate (in %, 15+ J.)                                    | 001,99           | 04,00        |
| Abhängigenquotient 1                                               | 44,71 1          | 47,89        |
| Anteil der Altersgruppen                                           | 0Real0           | 0Prozentual0 |
| Kinder (<15 J.)                                                    | 0.521.694        | 25,95        |
| arbeitsfähige Bevölkerung (15–64 J.)                               | 1.388.915        | 69,08        |
| Rentner und Pensionäre (>65 J.)                                    | 0.100.061        | 04,98        |

## Geschichte
Die Britische Ostindien-Kompanie gründete 1685 in Bengkulu eine Handelsniederlassung (namens Bengcoolen), nachdem sie 1682 aus Bantam auf der Insel Java vertrieben worden war. 1714 wurde Fort Marlborough erbaut, das bis heute steht. Thomas Stamford Raffles wurde 1817 zum Gouverneur. Ab 1825 gehörte das Gebiet den Niederländern, und seit der Unabhängigkeit Indonesiens 1949 ist es eine Provinz.
Die Provinz entstand im November 1968 durch die Abspaltung von drei Regierungsbezirken (Kabupaten) und der Stadt Bengkulu aus der Provinz Sumatra Selatan (Gesetz Nr. 9/1967). Aus diesen Gründungseinheiten wurden durch Abspaltung weitere Kabupaten gebildet:
- am 25. Februar 2003 Mukomuko (aus Bengkulu Utara), Seluma und Kaur (beide aus Bengkulu Selatan);[8]
- am 18. Dezember 2003 Lebong  und Kepahiang (beide aus Rehang Lebong);[9]
- am 21. Juli 2008 Bengkulu Tengah (aus Bengkulu Utara);[10]

Durch das Erdbeben vom 4. Juni 2000 mit der Stärke 7,9 und Epizentrum nahe der Ortschaft Pasar Tais starben 117 Menschen, über 1.300 wurden verletzt. Eine Serie weiterer Erdbeben forderte im September 2007 13 Menschenleben.

## Demografie

### Bevölkerungsveränderungen (Volkszählungsergebnisse)
| Jahr | Einwohner | Zuwachs [in %] |
| ---- | --------- | -------------- |
| 1971 | 0.519.316 | —              |
| 1980 | 0.768.064 | 47,90          |
| 1985 | 0.956.037 | 24,47          |
| 1990 | 1.178.951 | 23,32          |
| 1995 | 1.368.855 | 16,11          |
| 2000 | 1.562.085 | 14,12          |
| 2010 | 1.715.518 | 09,82          |
| 2015 | 1.872.136 | 09,13          |
| 2020 | 2.010.670 | 07,40          |

### Bevölkerungsentwicklung und Geschlechterverteilung
Die folgende Tabelle gibt den Bevölkerungsstand nach Geschlecht zum Zensus 2020, vom Jahresende 2022, von der Jahresmitte und zum Jahresende 2023 wieder. Er resultiert neben den Zensusergebnissen aus den Ergebnissen der Fortschreibung durch die örtlichen Zivilregistrierungsbüros (Disdukcapil, indonesisch Dinas Kependudukan dan Pencatatan Sipil). Diese Bevölkerungsstände können in drei interaktiven Karten und über eine Datenbank abgerufen werden. Zusätzlich wurde nach der Rang der Kabupaten und Kota innerhalb der Provinz nach den letzten Bevölkerungsangaben von Ende 2023 angegeben.
| Kab./Kota               | Zensus 2020 | Zensus 2020 | Zensus 2020 | Zensus 2020 | Ende 2022 | Ende 2022 | Ende 2022 | Mitte 2023 | Mitte 2023 | Mitte 2023 | Ende 2023 | Ende 2023 | Ende 2023 | Ende 2023 | Rang |
| Kab./Kota               | insg.       | männl.      | weibl.      | Sex Ratio   | insg.     | männl.    | weibl.    | insg.      | männl.     | weibl.     | insg.     | männl.    | weibl.    | Sex Ratio | Rang |
| ----------------------- | ----------- | ----------- | ----------- | ----------- | --------- | --------- | --------- | ---------- | ---------- | ---------- | --------- | --------- | --------- | --------- | ---- |
| Kab. Bengkulu Selatan00 | 166.249     | 84.785      | 81.464      | 104,08      | 171.806   | 87.093    | 84.713    | 173.126    | 87.790     | 85.336     | 174.936   | 88.794    | 86.142    | 103,08    | 6    |
| Kab. Rejang Lebong      | 276.645     | 141.341     | 135.304     | 104,46      | 282.464   | 144.249   | 138.215   | 283.596    | 144.809    | 138.787    | 285.748   | 145.866   | 139.882   | 104,28    | 3    |
| Kab. Bengkulu Utara     | 296.523     | 151.873     | 144.650     | 104,99      | 298.945   | 152.494   | 146.451   | 301.865    | 154.063    | 147.802    | 304.720   | 155.542   | 149.178   | 104,27    | 2    |
| Kab. Kaur               | 126.551     | 65.238      | 61.313      | 106,40      | 132.137   | 68.015    | 64.122    | 132.826    | 68.344     | 64.482     | 134.050   | 68.984    | 65.066    | 106,02    | 8    |
| Kab. Seluma             | 207.877     | 107.216     | 100.661     | 106,51      | 214.245   | 110.307   | 103.938   | 214.495    | 110.467    | 104.028    | 214.500   | 110.516   | 103.984   | 106,28    | 4    |
| Kab. Mukomuko           | 190.498     | 98.479      | 92.019      | 107,02      | 196.749   | 101.285   | 95.464    | 198.368    | 102.070    | 96.298     | 201.227   | 103.569   | 97.658    | 106,05    | 5    |
| Kab. Lebong             | 106.293     | 54.393      | 51.900      | 104,80      | 112.181   | 57.226    | 54.955    | 112.982    | 57.666     | 55.316     | 114.146   | 58.359    | 55.787    | 104,61    | 10   |
| Kab. Kepahiang          | 149.737     | 77.255      | 72.482      | 106,59      | 153.548   | 79.213    | 74.335    | 153.990    | 79.537     | 74.453     | 154.616   | 79.824    | 74.792    | 106,73    | 7    |
| Kab. Bengkulu Tengah    | 116.706     | 59.933      | 56.773      | 105,57      | 121.178   | 61.910    | 59.268    | 122.198    | 62.446     | 59.752     | 124.086   | 63.456    | 60.630    | 104,66    | 9    |
| Kota Bengkulu           | 373.591     | 188.624     | 184.967     | 101,98      | 382.320   | 192.026   | 190.294   | 385.512    | 193.696    | 191.816    | 390.060   | 196.025   | 194.035   | 101,03    | 1    |
| Provinsi Bengkulu       | 2.010.670   | 1.029.137   | 981.533     | 104,85      | 2.065.573 | 1.053.818 | 1.011.755 | 2.078.958  | 1.060.888  | 1.018.070  | 2.098.089 | 1.070.935 | 1.027.154 | 104,26    |      |

### Religion
97,81 % der Bevölkerung bekennen sich zum Islam, Christen gibt es 1,98 Prozent (41.629), davon sind vier Fünftel Protestanten (33.510). Erwähnenswert sind noch 4.202 Hindu (0,20 %) und 2.061 Buddhisten (0,10 %). Angaben über die regionale Verteilung oder die genutzten Gebäude liegen nicht vor.

## Wirtschaft und Tourismus
Seit der Kolonialzeit spielt der Kohle- und Goldbergbau eine bedeutende Rolle. Zu den wichtigsten landwirtschaftlichen Produkten zählen Ingwer, Pfeffer, Kokosnüsse und Kaffee. In den Tälern des Barisangebirges und im Küstentiefland kann intensive Reiswirtschaft betrieben werden. Der Tourismus gewinnt an Bedeutung.